# Абрамов, Евгений Васильевич
Евгений Васильевич Абрамов (22 июля 1936, Новые Березники, Дальнеконстантиновский район, Горьковская область — 11 марта 2021, Нижний Новгород, Россия) — советский и российский тренер высшей категории по конному спорту. Заслуженный тренер РСФСР (1990). Почётный гражданин Нижнего Новгорода (2016). Судья международной категории.

## Биография
Евгений Васильевич Абрамов родился 22 июля 1936 года в селе Новые Березники Дальнеконстантиновского района Горьковской области. В 1949 году после переезда в Горький начал заниматься конным спортом. Тренировался под руководством Виктора Николаевича Кузнецова. В 1956 году Абрамов окончил техникум физической культуры. Высшее достижение в его спортивной карьере — третье место в чемпионате РСФСР 1959 года по троеборью.
С 1960-х годов работает тренером. С 1989 по 2003 год был директором СДЮСШОР по конному спорту. Главный инициатор строительства в середине 1990-х годов конноспортивного комплекса «Пассаж» в Нижнем Новгороде. В течение 8 лет был старшим тренером сборной России по конному спорту, в том числе на Олимпийских играх.
Подготовил более 20 мастеров спорта, в том числе 2 международного класса. Наиболее высоких результатов среди его воспитанников добились:
- Ольга Соколова (Абрамова) — серебряный призёр чемпионата Европы 1979 года, многократная чемпионка СССР[5],
- Александра Корелова — участница двух Олимпийских игр (2004, 2008), чемпионка России[6][2],
- Елена Ирсецкая — многократная чемпионка России,
- Елена Соколова — многократный призёр чемпионатов России,
- Елена Шапиро — многократный призёр чемпионатов СССР.

### Семья
Супруга — Галина Дмитриевна Абрамова (Попова), бывший директор конноспортивной школы. Дочь — Ольга, мастер спорта СССР международного класса.

## Награды и звания
- Почётное звание «Заслуженный тренер РСФСР» (1990).
- Медаль «Ветеран труда».
- Почётный гражданин Нижнего Новгорода (2016)[7][8].